# Nmsホールディングス
nmsホールディングス株式会社は、日本の持株会社。本社は東京都新宿区にある。
事業会社として人材派遣・受託開発・製造請負サービス業を行う日本マニュファクチャリングサービス株式会社などがある。

## 概要
製造業向けに製造アウトソーシングサービスを提供。製造請負・派遣、修理カスタマーサービス、エンジニア派遣、EMS、2014年にはパナソニックから一般電源事業（電源製品の設計・開発、製造、販売）を譲受した。
主な事業は、ヒューマンソリューション事業（製造派遣/製造請負、修理カスタマーサービス、エンジニア派遣）、エレクトロニクスマニュファクチャリングサービス事業（電子機器の設計・開発、受託生産）、パワーサプライ事業（電源分野における設計開発・製造・販売）。

## 沿革
- 1985年（昭和60年）9月 - 製造分野を中心とした請負事業を目的に株式会社テスコを設立（資本金400万円）。
- 1990年（平成2年）8月 - オーキット・エアロスペース株式会社を設立し、航空機リース業を行う（資本金100万円）。
- 1995年（平成7年）11月 - 株式会社テスコが、テスコ株式会社に商号変更。
- 1996年（平成8年）3月 - オーキット・エアロスペース株式会社から、オーキット・エアロスペース有限会社に組織変更。
- 1999年（平成11年）
  - 10月 - テクノブレーン株式会社アウトソーシング事業部の営業権を譲受。
  - 11月 - テスコ株式会社とテクノブレーン株式会社が合併し、商号をテスコ・テクノブレーン株式会社に変更。
- 2000年（平成12年）9月 - テスコ・テクノブレーン株式会社が、商号を日本マニュファクチャリングサービス株式会社に変更。
- 2003年（平成15年）
  - 4月 - 中国・北京市に北京オフィスを開設。
  - 12月　オーキット・エアロスペース有限会社が、株式会社ジャフコ・エスアイジーNO.2に商号変更。
- 2004年（平成16年）
  - 7月 -
    - 株式会社ジャフコ・エスアイジーNO.2から、商号をNMSホールディング株式会社に変更し、日本マニュファクチャリングサービス株式会社を子会社化。
    - 北京日華材創国際技術服務有限公司を設立。

  - 10月 - NMSホールディング株式会社と日本マニュファクチャリングサービス株式会社が合併し、商号を日本マニュファクチャリングサービス株式会社に変更（資本金3億6,000万円）。
- 2005年（平成17年）4月 - 日本人技術者派遣事業を開始。
- 2007年（平成19年）10月 - JASDAQ証券取引所へ上場。
- 2008年（平成20年）7月 - ベトナム・ホーチミン市に駐在員事務所を開設。
- 2010年（平成22年）
  - 7月 - 株式会社志摩電子工業を子会社化。
  - 8月 - 日本マニュファクチャリングインターナショナルベトナム有限会社（外資初の構内製造請負事業許認可を取得）を設立。
  - 12月 - 北京中基衆合国際技術服務有限公司（外資初の中国国内労務派遣営業許認可を取得）を設立。
- 2011年（平成23年）
  - 7月 - 株式会社テーケィアールを子会社化。
  - 9月 - 北京中基衆合国際技術服務有限公司　無錫分公司を設立。
- 2012年（平成24年）
  - 1月 - 北京中基衆合国際技術服務有限公司　深圳分公司を設立。
  - 7月 - 北京中基衆合国際技術服務有限公司　河南省政府機関と業務提携。
- 2013年（平成25年）
  - 3月 - 北京中基衆合国際技術服務有限公司　中国無錫市濱湖人力資源服務有限公司を子会社化。
  - 10月 - 株式会社日立メディアエレクトロニクスの事業のうち、電源事業・トランス事業・車載チューナー事業および映像ボード事業を譲受。
- 2014年（平成26年）
  - 8月 - 日本通運株式会社と業務提携
  - 9月 - タイにnms(Thailand)Co.,Ltd.を設立。派遣事業を開始。
  - 10月 - パナソニック株式会社から一般電源事業を譲受。
  - 12月 ‐ カンボジア人材会社2社とタイへの派遣事業で業務提携。
- 2015年（平成27年）3月 - 兼松株式会社と資本業務提携締結。
- 2016年（平成28年）
  - 1月 - ベトナムにNMS VIETNAM CO.,LTD.を設立。
  - 3月 - カンボジア駐在員事務所を設立。
  - 6月 - ベトナム工場が竣工、操業開始。
  - 7月　ベトナム工場が製造受託を開始。nms（Thailand）Co.,Ltd.がカンボジア現地企業と業務提携。テーケィアールがTKR MANUFACTURING PHILIPPINES INC.を設立。
- 2017年（平成29年）4月 - グループ経営機能の強化および市場・事業領域拡大への機動的対応等を目的に、持株会社体制へ移行、nmsホールディングス株式会社へ商号変更。ヒューマンソリューション事業は日本マニュファクチャリングサービス株式会社が承継。

## 事業所一覧（日本マニュファクチャリングサービス）
| - 本社（東京都新宿区） - 札幌オフィス（北海道札幌市） - 仙台支店（宮城県仙台市） - 岩手支店（岩手県一関市） - 北上オフィス（岩手県北上市） - 岩手テック（岩手県一関市） - 山形支店（山形県天童市） - 米沢オフィス（山形県米沢市） - 郡山支店（福島県郡山市） - 会津オフィス（福島県会津若松市） - 群馬支店（群馬県高崎市） - 宇都宮オフィス（栃木県宇都宮市） - 茨城支店（茨城県牛久市） | - 柏オフィス（千葉県柏市） - 木更津オフィス（千葉県木更津市） - 横浜支店（神奈川県横浜市） - 厚木オフィス（神奈川県厚木市） - 西東京オフィス（東京都昭島市） - 名古屋支店（愛知県名古屋市） - 金沢オフィス（石川県金沢市） - 大阪支店（大阪府大阪市） - 滋賀オフィス（滋賀県草津市） - 広島支店（広島県広島市） - 山口オフィス（山口県山口市） - 福岡支店（福岡県久留米市） |

## 子会社一覧
- 日本マニュファクチャリングサービス株式会社
- 株式会社志摩電子工業
- 株式会社テーケィアール（株式会社TKR）
- パワーサプライテクノロジー株式会社
- 北京日華材創国際技術服務有限公司
- 北京中基衆合国際技術服務有限公司
- 日本マニュファクチャリングサービスインターナショナルベトナム有限会社
- nms(thailand)Co.,Ltd.

## テレビ番組
- 日経スペシャル ガイアの夜明け（テレビ東京）
  - 雇用動乱～ニッポンのモノ作り 崩壊の危機～（2009年2月24日）[1] - 「製造派遣」をやめ自社工場を持つ挑戦を取材。
  - 日はまた昇る～逆境に挑む不屈の技術魂～（2009年5月19日）[2] - 「アマダナ」との新しきモノ作りの挑戦を取材。